# Synemosyna bicolor
Synemosyna bicolor är en spindelart som först beskrevs av George William Peckham och Elizabeth Maria Gifford Peckham 1892.  Synemosyna bicolor ingår i släktet Synemosyna och familjen hoppspindlar. Inga underarter finns listade i Catalogue of Life.